# Frontis
Frontis je v řecké mytologii jméno dvou mužů a jedné ženy.

## Frontis – kormidelník
Je nejznámějším nositelem tohoto jména. Byl kormidelníkem spartského krále Meneláa. Byl s ním v trojské válce, kterou šťastně přežil. Na cestě z války domů však u mysu Súnion podlehl moru.

## Frontis – syn Frixův
Jiný Frontis byl synem Frixa a Chalkiopé. Žil u kolchidského krále Aiéta, svého dědečka i se svými třemi bratry, nichž nejstarší se jmenoval Argos. Když do Kolchidy dorazil Iásón s Argonauty a odváželi zlaté rouno, připojili se všichni čtyři bratři k Argonautům na zpáteční cestě do Iólku.

## Frontis – Trójanka
Třetí Frontis byla Trójanka, manželka Panthoa a matkou bojovníka Euforba, který smrtelně zranil hrdinu Patrokla a vzápětí byl zabit Meneláem.